# إضراب 6 أبريل
دُعي إلى إضراب 6 أبريل في مصر عام 2008 اعتراضا على الغلاء والفساد وتضامنا مع إضراب لعمال شركة المحلة في ذلك اليوم أتت بعد العديد من الإضرابات والاعتصمات في مصر بشكل متتالي. تحول الإضراب من دعوة إضراب عمالي لعمال شركة المحلة إلى إضراب عام في مصر بعد تبني بعض المدونين والشباب المصري الفكرة عرفوا بعد ذلك بحركة شباب 6 أبريل وحركة كفاية وبعض الأحزاب المعارضة في مصر. وكان الفضل في إنجاح الإضراب يعود لحركة «شباب العدل والمساواة المصرية» التي أسست في مارس 2008 م وقد انتشرت فكرة الإضراب بشكل سريع للغاية عن طريق الإنترنت والمدونات وكان أكثر من نشر فكرة الإضراب موقع التواصل الاجتماعي Face book وعن طريق الموبايلات ورسائل sms والمنشورات وتعليق الشعارات في الشارع. تحول الإضراب في مدينة المحلة الكبرى إلى أحداث شغب كبيرة عرفت باحداث 6 أبريل أو أحداث المحلة شملت هجوم على أقسام ومراكز الشرطة وتدمير أجزاء من المدينة وإحراق مباني وعمليات سلب ونهب بشكل عشوائي. تمت إدانة ورفض أعمال الشغب من قبل الحكومة المصرية والمثقفين ومنفذو الإضراب أنفسهم. من أشهر ما يميّز إضراب 6 أبريل هو عدم تنظيم جهة واحدة معلنة مشهورة للفكرة بل نظمها بعض الشباب المصري وليس أحزاب أو حركات وانتشار فكرته بصورة سريعة للغاية في جميع أنحاء مصر، ولم يكن الإضراب فكرة شائعة للاعتراض في مصر في ذلك الحين. حاولت بعض حركات وأحزاب المعارضة في مصر تنظيم إضراب منظم يوم 4 مايو من نفس العام (يوم ميلاد الرئيس المصري السابق مبارك) ولكنه فشل بعكس الإضراب الأول.

## الداعون للإضراب
- عمال شركة المحلة
- حركة شباب 6 أبريل والمعروفين أيضاً بشباب الفيس بوك
- حركة شباب العدل والمساواة المصرية (مارس 2008 م)
- حركة كفاية
- حزب الجبهة الديمقراطية
- حزب الكرامة
- حزب الوسط[ ؟ ]
- حركة موظفي الضرائب العقارية
- حركة إداريي وعمال القطاع التعليمي
- نقابة المحامين المصرية
- حركة 9 مارس المعروفة بحركة أساتذة الجامعات
- مدونون مصريون وناشطي الإنترنت
- عبد الرحمن المصري صاحب مدونة مجرد سطور
- بعض المثقفين

## قائمة المطالب
وتضمنت القائمة التي وجهت إلى الناس عن طريق البريد الإلكتروني، مجموعة من المطالب، منها زيادة المرتبات وتحسين خدمات المواصلات العامة والمستشفيات وتوفير الدواء ومحاربة رفع الأسعار والمحسوبية ومحاربة الفساد والرشاوي. وجاء في الدعوة التي كتبت باللهجة المصرية خليك قاعد في البيت أو شاركنا في الميادين العامة. أوعى تنزل لكن شاركنا. ما تروحشي الشغل. ما تروحشي الجامعة. ما تروحشي المدرسة. ما تفتحشي المحل. عايزين مرتبات تعيشنا. عايزين نشتغل. عايزين تعليم لأولادنا. عايزين مواصلات آدمية. عايزين مستشفيات تعالجنا. عايزين دواء لأطفالنا. عايزين قضاء منصف. عايزين أمن وأمان. عايزين حرية وكرامة. مش عايزين رفع أسعار . مش عايزين محسوبية. مش عايزين ظباط بلطجية. مش عايزين تعذيب في الإقسام. مش عايزين أتاوات. مش عايزين فساد. مش عايزين رشاوي. مش عايزين اعتقالات. مش عايزين تلفيق قضايا. قول لأصاحابك وأهلك ما يروحوش الشغل همه كمان وخليهم يدخلوا الإضراب يوم 6 أبريل".

## الحكومة المصرية ودعوة الإضراب
حذرت الحكومة المصرية من التجمهر والتظاهر في ذلك اليوم ومن غياب الموظفين الحكومين والعاملين بالدولة من الغياب في هذا اليوم مع قرارات بالعقاب مع كل من يغيب بدون عذر مسبق مقبول، كما نشرت وزارة الداخلية المصرية عدة بينات تحذر من المشاركة في الإضراب والاعتصام وعدم الذهاب إلى العمل وقالت أنها لن تتهاون مع مثيري الشغب وتم نزول عربات الأمن المركزي بشكل مكثف في كل المحافظات والمدن بالأخص مدينة المحلة والقاهرة والإسكندرية في الميادين العامة والأماكن الرئيسية وأماكن التظاهر المعلنة واعتبر وكيل لجنة الدفاع والأمن القومي المصري في مجلس الشعب (البرلمان) اللواء أمين راضي إنه من المفترض أن يتبع الإضراب 3 شروط قانونية وأمنية واضحة وصريحة، وهي أن لا يمس الأمن القومي وأن يكون نتيجة لاستنفاذ كل السبل لحل المشكلة التي يقام من أجلها الإضراب، وعدم إدخال أي تيارات وأهداف سياسية فيه، وأن يحدث بشكل سلمي تماماً وبعيداً عن إثارة أي قلاقل أو أعمال شغب أو أحداث أي تجاوزات". وأضاف أنه إذا انتهك أحد هذه الشروط الثلاثة لهذا الإضراب، فإن الأمن سيتدخل فوراً.

## نجح أو فشل الإضراب
يعتبر البعض أن الإضراب نجح نجاحاً ساحقاً غير متوقع ويرى البعض الآخر أن الإضراب فشل وتتلخص في الآتي:
بعض أفكار مؤيدو نجاح الإضراب
- ارتفاع نسب الغياب بالجامعات والمدارس،
- خلو شوارع القاهرة من الازدحام المروري المعتاد.
- خلو شوارع معظم المحافظات
- قيام بعض التظاهرات رغم التواجد الأمني المكثف.
- انتشار فكرة الإضراب والسماع عنه في جميع أنحاء مصر في وقت قصير

بعض أفكار مؤيدو فشل الإضراب
- أن الإضراب لو نجح لم ينجح كفكرة بل نجح لسوء تعامل الحكومة وخصوصاً وزارة الداخلية للإضراب بالترهيب ومساعدتهم بنشر فكرة الإضراب عن طريق البيانات والوسائل الإعلامية الحكومية الترهيب والعقوبات
- عدم فهم معظم الشعب لفكرة الإضراب
- سوء الحالة الجوية في ذلك اليوم أثر على بقاء المواطنين في منازلهم
- أن الإضراب يعتبر إضراب سلمي ولكن أحداث الشغب التي حدثت في مدينة المحلة الكبرى في يوم 6 و 7 أبريل تخالف مبادئ الإضراب .